# Академіка (Брава)
Ассосіасау Академіка да Брава або просто Академіка (Брава) (порт. Associação Académica da Brava) — аматорський кабовердійський футбольний клуб острова Брава.

## Історія
Клуб засновано на острові Брава в Кабо-Верде. За свою історію клуб двічі перемагав у чемпіонаті острова та двічі грав у національному чемпіонаті. Вперше клуб виграв очтрівний чемпіонат в 2002 році, а вдруге і востаннє на сьогодні, рівно через десять років, у 2012 році. Завдяки цим перемогам клуб брав участь в національному чемпіонаті, де найкращим досягненням Академіки є 6-те місце в сезоні 2012 року.

## Логотип
Логотип клубу є практично ідентичним до Академіки з Коїмбри, за виключенням лівого верхнього кутка, де розташовані літери «Br».

## Стадіон
Домашні матчі клуб, як й інші клуби з острова, проводить на стадіоні «Ештадіу Акуїлеш ді Олівейра» в Новій Сінтрі, на який приходять в середньому 500 глядачів.

## Досягнення
- Чемпіонат острова Брава: 2 перемоги

2001/02, 2011/12

## Історія виступів у чемпіонатах та кубках

### Національний чемпіонат
| Сезон | Див. | Міс. | Іг. | В | Н | П | ЗМ | ПМ | РМ  | О | Кубок | Примітки     | Рлей-оф            |
| ----- | ---- | ---- | --- | - | - | - | -- | -- | --- | - | ----- | ------------ | ------------------ |
| 2002  | 1A   | 9    | 8   | 0 | 1 | 7 | 2  | 27 | -15 | 1 |       | Не пробилися | Не приймали участі |
| 2012  | 1A   | 6    | 5   | 0 | 0 | 5 | 1  | 16 | -15 | 6 |       | Не пробилися | Не приймали участі |

### Острівний чемпіонат
| Сезон   | Див. | Міс. | Іг. | В | Н | П | ЗМ | ПМ | РМ  | О  | Кубок | Суперкубок | Примітки                          |
| ------- | ---- | ---- | --- | - | - | - | -- | -- | --- | -- | ----- | ---------- | --------------------------------- |
| 2011-12 | 2    | 1    | 12  | - | - | - | -  | -  | -   | -  |       |            | Вихід до національного Чемпіонату |
| 2013-14 | 2    | 5    | 12  | 3 | 3 | 6 | 12 | 23 | -10 | 12 |       |            | Вихід до національного Чемпіонату |
| 2014-15 | 2    | 3    | 12  | 6 | 3 | 3 | 19 | 15 | +4  | 21 |       |            |                                   |

## Деякі статистичні дані
- Найкращий рейтинг: 6-те місце - Група «A» (національний чемпіонат)
- Загальна кількість зіграних матчів: 13 (національний чемпіонат)
- Загальна кількість забитих м'ячів: 3 (національний чемпіонат)
- Загальна кількість набраних очок: 1 (національний чемпіонат)